# Matthews' Southern Comfort (album)
Matthews' Southern Comfort je debutové album country-rockové/folk-rockové skupiny Matthews' Southern Comfort hudebníka Iana Matthewse. Bylo to první Matthewsovo album, poté co opustil skupinu Fairport Convention.

## Seznam stop
1. "Colorado Springs Eternal" (Steve Barlby) - 2:25
2. "Commercial Proposition" (Richard Thompson) - 6:18
3. "A Castle Far" (Steve Barlby) - 5:29
4. "Please Be My Friend" (Ian Matthews) - 2:42
5. "What We Say" (Ian Matthews) - 2:27
6. "Fly Pigeon Fly" (Steve Barlby/Hamwood) - 2:49
7. "Watch" (Ian Matthews/Steve Barlby/Comford) - 3:34
8. "Sweet Bread" (Steve Barlby) - 4:48
9. "Thoughts for a Friend" (Ian Matthews) - 7:47
10. "I've Lost You" (Steve Barlby) - 7:47
11. "Once Upon a Lifetime" (Ian Matthews/Steve Barlby) - 7:47

## Obsazení
- Ian Matthews - kytara, zpěv
- Richard Thompson - kytara, akordeon
- Gordon Huntley - steel kytara
- Simon Nicol - kytara
- Pete Willsher - kytara
- Ashley Hutchings - baskytara
- Gerry Conway - bicí
- Marc Ellington - perkuse
- Dolly Collins - klávesy
- Roger Coulam - klávesy
- Poli Palmer - flétna